# Christopher J. Raxworthy
Christopher John Raxworthy, född 5 februari 1964, är en brittisk herpetolog och kurator vid avdelningen för herpetologi vid American Museum of Natural History.